# Gaje Dytkowieckie
Gaje Dytkowieckie (ukr. Гаї-Дітковецькі) – wieś na Ukrainie w rejonie złoczowskim należącym do obwodu lwowskiego.
Do 2020 w rejonie brodzkim. 